# Domenico Musti
Domenico Musti (Sezze, 23 ottobre 1934 – Roma, 17 novembre 2010) è stato uno storico italiano.

## Biografia
Il lavoro del padre, funzionario del ministero delle Finanze, costrinse la famiglia a numerosi spostamenti. Dopo essersi diplomato presso il liceo classico "Terenzio Varrone" di Rieti, fu studente dell'Università di Pisa ed anche allievo della Scuola Normale. Conseguì la laurea in Lettere il 13 novembre 1956 sotto la guida di Giovanni Pugliese Carratelli, discutendo una tesi dal titolo Epistole di sovrani ellenistici.
Dopo aver ricoperto incarichi presso le università di Heidelberg, Urbino, Firenze e l'Istituto Orientale di Napoli, nel novembre 1981 succedette a Silvio Accame alla cattedra di Storia greca della Facoltà di Lettere e filosofia della Sapienza, restando in carica fino al 2009. Nell'anno accademico 1986-1987 insegnò per incarico anche Storia romana, dopo la scomparsa di Santo Mazzarino.
Fu collaboratore delle opere dell’Istituto dell'Enciclopedia Italiana, e in particolare delle Appendici dell’Enciclopedia, e condirettore, dal 1983, della Rivista di filologia e istruzione classica. Delle numerose accademie e istituti italiani e stranieri di cui fu membro, basti ricordare l’Accademia nazionale dei Lincei, nella quale entrò nel 2008, direttamente come socio nazionale. 
Formidabile studioso, ha lasciato dietro di sé una profonda traccia negli studi sul mondo antico, assieme a una bibliografia che conta oltre trecento contributi. La sua produzione scientifica si segnala per l’ampiezza di interessi, che investirono l’intera parabola della civiltà greca, e più in generale il Mediterraneo antico, con una esigenza di sistematicità che si esprime nel collegamento di storie diverse (in primo luogo, storia greca e storia romana), ma anche di fonti d’informazione e discipline diverse (storia, filologia e anche, in certa misura, archeologia).

## Opere principali
- Polibio e l'imperialismo romano, Napoli 1978.
- La storiografia greca. Guida storica e critica, (a c. di), Bari-Roma 1979.
- L'economia in Grecia, Roma-Bari 1981.
- Pausania, Guida della Grecia, I. L'Attica, (a c. di), Milano 1982.
- Le origini dei Greci. Dori e mondo egeo, (a c. di), Bari-Roma 1985.
- Pausania, Guida della Grecia, II. La Corinzia e l'Argolide, (a c. di), Milano 1986.
- Storia greca. Linee di sviluppo dall'età micenea all'età romana, Bari-Roma 1989.
- Pausania, Guida della Grecia, III. La Laconia, (a c. di), Milano 1991.
- Pausania, Guida della Grecia, IV. La Messenia, (a c. di), Milano, 1991.
- Demokratìa. Origini di un'idea, Roma-Bari 1995.
- Il simposio nel suo sviluppo storico, Roma-Bari 2001.
- Introduzione alla storia greca dalle origini all'età romana, Bari-Roma 2003.
- Magna Grecia. Il quadro storico, Roma-Bari 2005.
- Lo scudo di Achille. Idee e forme di città nel mondo antico, Bari-Roma 2008.